# Paul Schlupp
André Paul Schlupp (Strasburgo, 14 gennaio 1930 – Buhl, 19 maggio 2008) è stato un cestista francese.

## Carriera
Con la Francia ha disputato i Campionati mondiali del 1954 e i Giochi olimpici di Melbourne 1956.